# Marta Rodil
Marta Rodil (1941, Córdoba – 3 de julio de 2019, Santa Fe) fue una poetisa, narradora y ensayista argentina. Fue profesora en Letras y promotora cultural.

## Obras
- Los horizontes del agua (poesía, 1986).
- La canción incesante (poesía, 1987).
- Entre la luna y el río (cuentos, 1991).
- La luna en la maraña (cuentos, 1991).
- Puerto perdido (ensayos, 1994).
- Por la vía: el ferrocarril en Argentina (2014), continuación de Puerto Perdido.[5]

## Premios
- Premio Municipal de Santa Fe.
- Premio Colihue Cuento juvenil.